# Tombatossals

Tombatossals es el título de la novela del autor castellonense Josep Pasqual Tirado que tiene como protagonista a un gigante mítico llamado Tombatossals. En torno a dicho personaje giran cierto número de leyendas, las cuales se han convertido en un referente popular de la mitología castellonense, hasta el punto que está presente en multitud de ocasiones durante sus Fiestas de la Magdalena e incluso tiene dedicada una escultura gigante en la Avenida Lledó de la capital de la Plana.
Tombatossals es un gigante bueno que con la ayuda de sus amigos hace posible la fundación de la ciudad de Castellón de la Plana. Nace fruto del amor entre la Penyeta Roja y el Tossal Gros durante una fuerte tempestad producida por Bufanúvols a petición del segundo. En aquella tempestad, todos los vientos excepto la Tramuntana por alocada y peligrosa fueron convocados, y se arremolinaron en el cielo descargando una tempestad que arrastró una gran cantidad de piedras montaña abajo, hacia el valle que les separaba. Del montón de piedras se levanta, con los primeros rayos de sol, su querido hijo Tombatossals, que como su nombre indica, tenía la fuerza suficiente para levantar o tumbar las montañas. 
Con el tiempo hará un montón de amigos también gigantes, estableciéndose todos en La Cova de les Maravelles. Así Tombatossals, su gran amigo Cagueme, Bufanúbols y el Arrancapins vivieron como buenos hermanos dentro de la cueva hasta que los hijos del Rei Barbut solicitaron su ayuda para arreglar los asuntos agrarios del reino, pero la cosa se complicó y todos se vieron envueltos en una gran aventura.
En 1943, Matilde Salvador y Manuel Segarra Ribés  crean la ópera para títeres “La filla del Rei Barbut". La «marxa del rei Barbut» de dicha obra es, actualmente, la marcha oficial de la ciudad de Castellón de la Plana. Esta ópera está basada en la obra Tombatossals de Josep Pascual Tirado.
En honor de Tombatossals se convoca anualmente en Castellón un premio de literatura infantil ilustrada, del que se celebra la octava edición en 2007.
En 2009, el músico José Falomir (1931-2014) y el poeta Vicent Jaume Almela presentan la obra Dotze Nadales Novelles per a Castelló, de carácter costumbrista que aumenta el repertorio tradicional de Castelló. En este conjunto de obras se incorpora la Nadala de Tombatossals, para orquesta de cámara y voz. En 2014, el músico Ferran Badal recrea la versión para coro y voz y, en el año 2020, el compositor Pascual Gassó crea una nueva adaptación de la obra para banda, coro, narrador y soprano.En 2021, el propio compositor Pascual Gassó, compone y estrena junto a la Banda Municipal de Castelló la obertura para banda sinfónica Escenes Castellonenques, basada en su obra homónima "Escenes Castelloneses" de Salvador Guinot, y en la que incluye entre sus secciones Tombatossals, el gegant bo!
En 2013 se estrenó la película de animación Gigantes. La Leyenda de Tombatossals, de producción valenciana y dirigida por Manuel J. García. La película, basada en las aventuras del gigante Tombatossals recogidas en el libro de Pascual Tirado, recibió 5 candidaturas a los Premios Goya.
En 2014, Pasqual Mas publica Tombatossals segle XXI, una obra de crítica ficción en la que se analiza la realidad social a partir de los personajes de José Pascual Tirado.
En 2016, Pablo Bas estrena una obra musical, del género poema sinfónico, llamada Tombatossals. Esta obra fue un encargo de la Diputación de Castellón para el 39 certamen de bandas de música de la provincia de Castellón.
En 2017, el compositor Pascual Gassó incorpora en su obra Suite Española. Siete ritmos españoles una danza macabra dedicada y titulada Danza 6. El Tombatossals, estrenada en 2023 por la pianista Nélida Sánchez, en Buenos Aires, Argentina. 
En 2023, la Colla del Rei Barbut, asociación cultural castellonense que dedica parte de su tiempo a incentivar la creación y promover el patrimonio propio de la ciudad, edito, junto a la Ilustrísima Diputació de Castelló, un ejemplar de libro «Tombatotossals», acreditando todas las partituras citadas anteriormente en este artículo.  